# 448 v.Chr.
Het jaar 448 v.Chr. is een jaartal volgens de christelijke jaartelling.

## Gebeurtenissen

### Griekenland
- Op de Akropolis van Athene wordt een begin gemaakt met de bouw van het Parthenon, ontworpen door Callicrates en Ictinus, gewijd aan de godin Athena.
- Perikles leidt een Atheense strafexpeditie om het Orakel van Delphi te bevrijden.